# Hazleton (Pennsylvanie)
Pour les articles homonymes, voir Hazleton.
Hazleton est une ville du comté de Luzerne dans le Nord de la Pennsylvanie et la vallée du Wyoming (en).
Au XIXe siècle fut découvert par le prospecteur Tench Coxe un gisement de charbon anthracite qui continue encore d'être exploité.